# Kajting
Kajting je površinski vodeni sport, koji podrazumeva kombinovanje aspekata vejkbordinga (engl. wakeboarding), snoubordinga (engl. snowboarding), jedrenja na dasci (engl. windsurfing), surfovanja, paraglajdinga, skejbordinga (engl. skateboarding) i gimnastike u jedan ekstremni sport. Kajter koristi snagu vetra sa velikim kontrolisanm kajtom, sličnom vejkbordu ili maloj dasci, sa ili bez trake za stopala ili vezova.

Kajting je stil specifičan za jahanje talasa, gde se koriste standardne daske za surfovanje ili specijalne daske za kajting.

Postoje različiti stilovi kajtinga, kao što su slobodni stil, slobodna vožnja, niz vetar, brzo, naravno trkanje, vejkstajl (engl. wakestyle), skakanje i kajtsurfing u talasima. U 2012. broj kajtsurfera je od strane ISAF i IKA procenjen na oko 1,5 miliona ljudi širom sveta. Globalno tržište za kajt godišnje zaradi oko 250 miliona američkih dolara.

Ideja koja stoji iza kajtboardinga je jednostavna. Kajtboarder stoji na maloj dasci s nogama u fusevima ili vezovima i koristi snagu velikog zmaja visoko u vazduhu koji ga vuče po površini vode. Ta jednostavnost je ujedno i izazov. Vaše je telo jedina veza između zmaja i daske, a morate ih istovremeno kontrolisati, pilotirati zmaja i upravljati dasku po vodenoj površini.

## Istorija
Prica o kajtingu ce se menjati  malo, zavisi sa kime pricate o tome. Kinezima, na primer, je pripisano da koriste zmaj kao pogon jos od 13-og veka.
Još 1800.godine Džordž Pocock (engl. George Pocock) koristio je zmajeve većih dimenzija za pokretanje kolica na kopnu ili brodova na vodi, koristeći četvorolinijski kontrolni sistem-sistem koji se i danas koristi. Kolica i čamci mogla su da se okreću i plove uz vetar. Zmajevi su mogli da lete periodično. Namera je bila da se kajt iskoristi kao alternativna konjska snaga, kao i da se delimično izbegnu tada nametnuti porezi. Godine 1903. avijaticar Semjuel Kodi (engl. Samuel Cody) je razvio "zmaja koji podiže ljude" i uspeo da pređe Engleski kanal u malom rasklopivom platnenom brodu davajući pogon zahvaljujući zmaju.
U kasnim 70-im, izum Kevlarovih i Spektrovih linija leta i kontrolisanijih zmajeva sa poboljšanom efikasnošću, doprineli su napretku kajtinga. 1978.godine pojavljuje se zmaj koji je po prvi put mogao da se kreće brzinom do 40 km/h.
U oktobru 1977.godine Gijsbertus Adrianus Panhuise (Holandija) dobio je prvi patent za kajtsurfing.
Pioniri kajtinga, su LEgaignoux braća, Dominique i Bruno Legaignoux iz Bretona (Francuska),  koji su zasluzni za stvaranae prvog zmaja na naduvavanje. Oni su prvi počeli sa eksperimentisanjem sa zmajem, pa su u 1984-oj i u 1985-oj su demonstrirali protorip u Brestu na internacionalnom Speed week-u i dali svoj prvi patent. Medjutim nisu bili jedini. Paralelno ovome, čak sa druge strane okeana u Oregonu u  SAD-u, Cory Roeseler je razvijao njegov ski-zmaj zajedno sa njegovim ocem, (Bill Roeseler-Aerodinamicar Boinga). Zmaj je postao komercijalno dostupan 1994.godine, a mogao je da ide uz vetar i imao je osnovni vodeni ponovo pokretni sistem. Kasnih 1990-ih , ski-zmaj je napredovao u jednu dasku sličnu dasci za surfovanje.
U 1997-oj Legaignoux braća su ušli u partnerstvo sa Neil Pryde da bi napravili mali broj zmajeva, koji su kasnije prodali pod imenom "Wipika". Ovi zmajevi su imali trube na naduvavanje i jednostavni sistem za smirivanje, oba od kojih su veoma pomogali u  njegovom vodenom ponovnom lansiranju. Bruno Legaignoux je nastavio da unapređuje dizajn svojih zmajeva i uspeo je da izmisli dizajn za zmajeve, koji su do pre nekoliko godina bili dostupni mnogim proizvođačima zmaja, i postalo je veoma popularan.
Rađanje kajtinga, kao pravog sporta počelo je 1998. kada je Joe Keuhl organizovao prvi kajting događaj, koji je se odigravao u Maui na  Havajima. Takmičenje je bilo prvo svetsko prvenstvo kajtinga i sva danas velika imena u kajtingu su bila tamo.
Prvi depower sistemi pojavili su se 2001. a dovedeni su na današnji stepen sigurnosti 2006. s razvojem prvih tzv. bow kajtova koji imaju mogućnost potpunog depower-a čime kitesurfing postaje relativno siguran sport.
Daske koje su se koristile u ranim fazama razvoja sporta bile su asimetrične i razvijene su iz tadašnjih dasaka za surfing i windsurfing, dok oko 2001. primat počinju preuzimati simetrične twin-tip daske koje su danas najpopularnije. Asimetrične daske se i dalje koriste ali prvenstveno za posebne uvjete kitesurfinga na valovima.
Budućnost kajtinga je veoma svetla. Mi imamo dve profesionalne ture  sa PKRA koji obuhvata slobodni stil i KSP koji su se sckocentrisali samo na jahanje na talasima. Kajting oprema napreduje neverovatno brzinom, sa zmajevima i sistem sa polugama postoje mnogo sigurniji i efektivniji. Skole kajtinga sa kvalifikovanim instruktorima mogu se naći sirom celog sveta, i sve više mladih se interesuju za kajting koji je odličan za novi ekstremni sport. Pored toga  kajting umalo nije postao Olimpijski sport 2016. godine. Iako 2016te na kraju to nije uspelo, veruje se da će kajting biti na Olimpijadi u ne tako dalekoj budućnosti.
Popularnost ovog sporta raste neverovatnom brzinom, skorašnji posetioci karipskih plaža  tvrde da je ove godine broj kiteboardera na plažama uveliko premašio broj windsurfera. Kao jedan od najvatrenijih vodenih sportova u svetu, kajting je brzo dobio popularnost i pratioce širom sveta. Uzbuđujuci i intezivan sport, kajting je dobar način da se obožavalac poveže sa prirodom, kao sto tvoje telo i njegova čula spajaju ne samo sa talasima, već i sa vetrom takođe. Bilo da se bavite kajtingom mnogo godina ili ste relativno skoro počeli, morate da osetite ove destinacije:
- Cape Hatteras, Severna Karolina

Dok Severna Karolina nije najegzotičnije ili najtoplije mesto u svetu preko celog sveta, teško je da je neko mesto bolje od ovog mesta u letnjim mesecima, posebno ako živite u SAD-u.
- La Ventana, Baja Kalifornija

Na drugoj strani države i preko granice sa Meksikom naći ćete La Ventana u Baja Kaliforniji. Jato vozača kajtinga se skuplja u ovom gradu, koji oduzima dah zbog svoje lepote i prastarih uslova za kajting.
- Maui Havaji

Ovo je bez sumnnje tropski raj, ali je isto jedno od najboljih mesta za kajting na svetu. Maui ima stabilne vetrove preko cele godine, ali naći ćicete najjače vetrove u proleće i leto.
- Boracay Philipini

Nalazi se u jugoistočnoj Aziji, Boracay je poznat po divnim belim plažama i postao je jedan od najpopularnijih destinacija za putovanje kod turista širom sveta.I kao dodatak, nudi neke od najboljih uslova za kajting u jugoistočnoj Aziji.
- Nabq Egypt

Smešten na jugoistočnoj obali, u blizini Sinai Peninsula, između Dehab i Sharm-el-Sheikh. Nabq u Egiptu je jedan od najegzotičnijih lokacija za kajtingu svetu.
- Ada Bojana

Naša najbliža lokacija je Ada Bojana. Ovde je vetar konstantan, tako da može da se vozi tokom nekoliko letnjih meseci, a možete i iznajmiti i kupiti novu i polovnu opremu. 
- Grčka i Egipat

Većina uobičajenih morskih destinacija poput Grčke i Egipta takođe imaju svoje kite centre. Vozači sa većim apetitom posećuju centre u Maroku i Portugalu, gde može da se vežba wave ride stil vožnje, koji kombinuje kajtsurfing i klasično surfovanje na talasima.
Danas su kite-ovi (zmajevi) postali neverovatno stabilni, jednostavni za upravljanje, a sigurnosni su sistemi na opremi dovedeni do savršenstva. Ako je nekad savladavanje kiteboardinga bilo veliko umeće danas je to kroz škole i adekvatnu opremu postala lakoća. Ali važno je upozoriti sve ,da je sport i dalje opasan, pogotovo za početnike koji misle da to mogu naučiti sami.

## Princip rada kajta
Zmaj velike površine, najčešće veličine 10-12 m², iako može biti manji od 5 m² i veći od 20 m², pričvršćen je za vozača preko trapeza koji se najčešće nosi oko struka i na sebi ima kuku koja se spaja s tzv.chicken loopom.
Kod vozača se nalazi kontrolna poluga (bar) koja je spojena sa zmajem preko kanapa koji su najčešće dugački 20-25 m. Osim što se kontrolama zmaj može usmjeravati levo i desno i time regulisati smer kretanja, većina modernih zmajeva koji se koriste u kitesurfingu ima i tzv. depower funkciju gde vozač približavanjem i udaljavanjem kontrolne poluge od sebe utiče na nagib zmaja u odnosu na vetar, a time i jačinu vučne sile koju zmaj generiše.
Kada leti nebom kite (zmaj) stvara pogon kao avionsko krilo. Kako je sila kojom zmaj vuče proporcionalna njegovoj veličini neki korisnici su shvatili da ako naprave dovoljno velikog zmaja on će ih vući na točkovima po zemlji, na snegu, ledu ili vodi. Tako je nastao traction kite (zmaj za vuću). Dok jedro u windsurfingu koristi silu vetra i pretvara je u silu koja se prenosi na plovilo, kite taj isti vetar koristi samo kako bi leteo u vazduhu. Kada kite leti vazduhom on stvara svoj vlastiti vetar koji je brži i time proizvodi puno veću silu nego što to realan vetar može pružiti. Kako je pogon proprcionalan kvadratu brzine vetra, tome još dodate isto toliko od prividnog vetra koji stvara sam zmaj i dobili ste četiri puta veću silu preko samog zmaja. 
Sa današnjom opremom granica brzine vetra je pomaknuta na 5-6 čvorova znači cca 10km/h, pa je mogućnost vožnje kajta dostupnija i pri slabijem vetru.  Današnja oprema dozvoljava prilično siguran kiteboarding i u uslovima olujnog vetra i preko 40 čvorova. Danas se rade zmajevi od 2 pa do preko 20 kvadratnih metara veličine. Svi današnji moderni zmajevi  s lakoćom se dižu sa vodene površine,što je do skora bila prava noćna mora za početnike.
Wind window je razmak u kojem kite može leteti. To je ujedno prostor koji možete videti svojim očima (85 stepeni levo i 85 stepeni desno i 85 stepeni gore) kada ste u položaju da gledate ravno niz vetar.

## Bezbednost
Kiteboarding je opasan sport, recimo opasniji od windsurfinga. Kitesurfing je sport u kojem se sigurnost mora shvatiti ozbiljno. Zato dobro proučite uputstva pre početka i svakako bavljenje ovim sportom započnite u školi uz iskusnog trenera i uz adekvatnu početničku opremu. Osim toga preporuka je koristiti što noviju opremu jer svake godine sigurnosni sistemi doživljavaju revolucinarni napredak. Ako koristite stari kite svakako proverite da na njemu imate barem dead-man sigurnosni sistem za brzo otpuštanje celog zmaja.

## Oprema
Potrebno je:
1. Kite- zmaj (što noviji to bolje, jer se svake godine dešavaju revolucionarne promene),
2. Kite-board- daska (danas svi voze twin tip daske slične wakeboardu, ali opet jako različite od samog wakeboarda),
3. Bar i konopi za upravljanje (obično dolaze u kompletu sa zmajem),
4. Kite trapez (veza između vas i zmaja),
5. Dodatna sigurnosna oprema (leash, kaciga, neoprensko surf odelo- poželjno…)
6. Kaciga, naočare, rukavice,
7. I naravno, psihička spremnost.

## Vrste podloge
1. sneg i led- Snowkiteing na skijama ili snowboardu.
2. zemlja-Možete koristiti kite buggy  na zemlji. Nove generacije kiteboardera koriste i specijalne skateboardove, flax-board na asfaltu i betonu ili mounteen  boards na zemlji.

## Škole kajtinga
Kiteboarding se u poređenju s windsurfingom uči lako i brzo. Istina zbog vlastite sigurnosti u prvim koracima kroz ovaj sport i lakog učenja krenite u neku od škola koje postoje , i u kratkom vremenu, u roku od 9-12 časova  naučićete osnove kiteboardinga.
Nama najbliže i jedino mesto za sada je Velika Plaža-Ulcinj, gde postoji nekoliko ovlašćenih škola.
Proces učenja u školama kajtinga:
Prvi čas počinje sa instruktorom i odvija se na plaži sa kajtom za treniranje koji je mini verzija pravog zmaja. On služi da bi se stekao osećaj kako se kajt kreće i kako se njime upravlja na vetru. Na sledećem času se prelazi na normalni kajt i ulazi u vodu, bez daske. Tad se uči spuštanje kajta u powerzone – pozicija na kojoj zmaj dobija snagu vetra i manipulisanje ovim. Sledeći korak je ono što se u kajtsurfingu zove water start, a podrazumeva prvo stajanje na dasku u vodi. Tada se savladaju i načini samospašavanja i safety sistemi samog kajta. Već posle trećeg dana, dovoljno se ovlada tehnikom da može da se uđe u vodu i vežba vožnja. U proseku, oko petog dana vozač početnik dovoljno je stabilan da može kontroliše zmaja i uživa u vožnji.
Na Adi Bojani postoje postoje kajt centri sa sertifikovanim instruktorima. ene kurseva na Bojani, uz smeštaj, kreću se oko 400 evra za desetak časova. Ako samo želite da iznajmite opremu na dve nedelje trebaće vam oko 500 evra. Što se tiče kupovine sopstvene opreme – nova iznosi oko 1000 evra, a polovna oko 750.
Na Velikoj Plaži postoji nekoliko škola za obuku kajtera gdje se može i iznajmiti oprema. Cijene se kreću od 100 do 350 eura u zavisnosti od broja časova i perioda sezone kada bi ste pohađali kurs. Početkom sezone, u maju, cijene su nešto niže, a najskuplje je u periodu od sredine jula do kraja avgusta. U saradnji sa Jedriličarskim Savezom Crne Gore, Nacionalnom i lokalnom Turističkom organizacijom  škole organizuju razna takmičenja u cilju promocije i popularizacije ovog sporta.

## Takmičenja
Takmičenja u kitesurfingu se održavaju u dve discipline:
1. freestyle - ocenjivanje trikova (visina, težina, utisak, doskok)
2. hang time – sudije mere vreme od kada takmičar skoči do trenutka kada ponovno ne dotakne površinu vode.